# Alboglossiphonia australiensis
Alboglossiphonia australiensis (лат.) — вид плоских пиявок (Glossiphoniidae).

## Название
Родовое название Alboglossiphonia образовано от названия близкого рода Glossiphonia (ранее их объединяли) и лат. albus «белый» (для представителей этого рода характерна светлая окраска тела). Изначально была описана Годдардом в составе рода Glossiphonia, в работах Роя Сойера была перенесена в род Alboglossiphonia.
Видовой эпитет australiensis отсылает к области распространения этого вида — Австралии.

## Описание

### Внешний вид
Общая длина Alboglossiphonia australiensis составляет около 10—15 мм, ширина 5 мм. Тело листообразное, уплощённое в спинно-брюшном направлении, вогнуто-выпуклое в сечении. Поверхность шероховатая, визуально лишена сосочков, однако при детальном рассмотрении на разрезе видно совсем маленькие сосочки, образуемые кутикулой, эпидермисом и субэпидермисом. Вероятно, эти сосочки никак не иннервированы.
Окраска тела животных, зафиксированных в спирте, телесного цвета, непрозрачная. Пигментация живых особей доподлинно неизвестна, однако автор описания вида приводит устное свидетельство Dr. Hill, указавшего на то, что при фиксации окраска не изменилась.
На переднем конце тела имеется три пары глаз, глаза передней пары (2 кольцо) сильно сближены. Глаза второй (3 кольцо) и третьей (4 кольцо) пар разделены бо́льшим расстоянием, их размер превышает таковой для глаз первой пары. Пигментные бокалы передней пары глаз направлены вперёд, двух задних — назад.

### Сегментация
Тело сегментированное, насчитывает 70 колец, наибольшую толщину достигающих в средней части тела. Первые 7 колец слагают головную область с передней присоской. Общее число сегментов равно 34, причём сегменты I—III состоят из одного кольца, IV — из двух, а большинство прочих сегментов насчитывает три кольца.

### Анатомия
Ротовое отверстие открывается в передней части передней присоски и расположено на III сегменте. Позади рта располагается глоточный мешок со складчатыми стенками. В глоточном мешке находится хоботок, по длине занимающий около 20 колец. Далее проходит пищевод, при втянутом хоботке имеющий вид трубки и занимающий около 11 колец. Его стенки находятся в ещё более складчатом состоянии благодаря сокращению мускулатуры хоботка при его выпускании.
Желудок простирается до 50-го кольца и занимает положение вблизи спинной стенки тела в связи с высокой степенью развития брюшной целомической лакуны. Имеет 6 (у молодых особей — 5) пар карманов (дивертикулов), увеличивающихся от передних к задним; последняя пара густо ветвится, образуя вторичные придатки от 44-го до 60-го колец. Ещё 4 пары карманов уховидной формы образует кишечник, отделённый от желудка клапаном. Эти карманы обильно снабжаются сосудами.
Прямая кишка имеет грушевидную форму и открывается анальным отверстием, расположенным на спинной стороне тела между предпоследним и последним кольцами.
Являются протандрическими гермафродитами (мужская половая система развивается раньше женской). Мужское и женское половые отверстия (гонопоры) разделены 1 очень узким кольцом (мужская гонопора расположена на XII сегменте, женская — между XII и XIII сегментами). Два отверстия открываются в общее углубление и практически сливаются, отчего трудно различимы по отдельности.
Яичников (яйцевых мешков) 1 пара, они асимметричны и располагаются позади женской гонопоры в медиальной лакуне, вентральнее пищеварительного тракта. Влагалище расположено кпереди и до созревания яиц заполнено соединительной тканью. Каждый яичник состоит из трёх мешочков, в поперечном сечении продолговатых. Основная часть яичника составлена третьим, наиболее задним мешочком.
Семенников (семенных мешков) 6 пар. Они имеют сферическую форму и лежат снаружи от брюшной лакуны, будучи погружёнными в ткани тела, чередуясь с карманами желудка. Семяпроводы извиваются в области вентральной лакуны и переходят в семенные пузырьки, в свою очередь переходящие в семяизвергательный канал, который расширяется, образуя рог, соединяющийся с терминальным рогом, на границе которого с семяизвергательным каналом образуются сперматофоры.
Брюшная нервная цепочка включает 21 ганглий. Мозг состоит из 6 ганглиев, слитых вместе.

### Гистология
Эпидермис состоит из одного слоя столбчатых клеток с крупными ядрами, некоторые из них существенно увеличены и образуют одноклеточные железы грушевидной формы, погружённые вглубь стенки тела таким образом, чтобы лежать на внешней поверхности кольцевой мускулатуры. Эти железы более многочисленны на спинной стороне тела, где они организованы в два слоя, более поверхностный из которых состоит из желёз меньшего размера. Секрет желёз мелкозернистый, интенсивно окрашивается гематоксилином. В области пояска, находящегося спереди от гонопор, эти железы отсутствуют, как и в области глоточного мешка. Эпидермис глоточного мешка состоит из уплощённых клеток меньшего размера.
Дерма имеет значительную толщину, заполнена матриксом с отдельными диагональными мышечными волокнами и многочисленными клетками, также имеющими крупное ядро — экскретофорами. Предполагается, что экскретофоры выполняют выделительную функцию, поскольку часто находятся в ассоциации с целомическими синусами, играющими роль кровеносной системы. В связи с развитием экскретофоров нефридии у Alboglossiphonia australiensis значительно уменьшены и по-видимому лишены воронок.
Толщина слоя кольцевой мускулатуры приблизительно равна совокупной толщине эпидермиса и дермы. Волокна продольной мускулатуры организованы пучками, разделёнными дорзовентральными мышцами. В стенке глоточного мешка помимо кольцевых и продольных встречаются также радиальные мышцы, отсутствующие в области пищевода.
Тело заполнено также сильно вакуолизированными паренхиматозными клетками и жировой тканью. Наиболее крупные клетки в организме за исключением яйцеклетки представлены слюнными железами, простирающимися вдоль тела.

## Распространение
Известна по находкам в ручье около города Оберон (Новый Южный Уэльс, Австралия).

## Таксономия
Молекулярные данные отсутствуют. На основании морфологических и зоогеографических соображений, сближается с такими видами, как Alboglossiphonia conjugata, Alboglossiphonia intermedia, Alboglossiphonia mesembrina, Alboglossiphonia multistriata, Alboglossiphonia novaecaledoniae. В частности, для всех этих видов характерно наличие 1 кольца между гонопорами и распространение в Африке, Австралии и Южной Америке.